# 자산 가격 결정의 기본 정리
자산 가격 결정의 기본 정리(영어: Fundamental theorem of asset pricing, 또는 차익거래, 재무)는 금융경제학과 수리금융학 모두에서 시장이 차익거래-자유롭고 완전하기 위한 필요충분조건을 제공한다. 차익거래 기회는 초기 투자 없이 손실 가능성도 없이 돈을 버는 방법이다. 비록 차익거래 기회가 현실에서 잠시 존재하지만, 어떤 합리적인 시장 모델도 이러한 유형의 이익을 피해야 한다고 말해왔다.:5 첫 번째 정리는 시장 모델의 근본적인 속성을 보장한다는 점에서 중요하다. 완전성은 시장 모델의 일반적인 속성이다(예: 블랙-숄즈 모형). 완전시장은 모든 우발채무를 재현할 수 있는 시장이다. 이 속성은 모델에서 일반적이지만, 항상 바람직하거나 현실적이라고 간주되지는 않는다.:30

## 이산 시장
이산(즉, 유한 상태) 시장에서는 다음이 성립한다.
1. 자산 가격 결정의 제1 기본 정리: 이산 확률 공간 {\displaystyle (\Omega ,{\mathcal {F}},P)}상의 이산 시장은 원래 확률 측도 P와 동등한 위험 중립 확률 측도가 적어도 하나 존재할 경우에만 차익거래-자유롭다.
2. 자산 가격 결정의 제2 기본 정리: 주식 집합 S와 무위험 채권 B로 구성된 차익거래-자유 시장 (S,B)은 P와 동등하고 회계단위 B를 가지는 유일한 위험 중립 측도가 존재할 경우에만 완전하다.

## 더 일반적인 시장에서
주식 가격 수익률이 단일 브라운 운동을 따를 때, 유일한 위험 중립 측도가 존재한다. 주식 가격 과정이 더 일반적인 시그마-마팅게일 또는 준마팅게일을 따른다고 가정하면, 차익거래의 개념은 너무 좁고, 무한 차원 설정에서 이러한 기회를 설명하기 위해 소멸하는 위험이 없는 공짜 점심 (NFLVR)과 같은 더 강력한 개념을 사용해야 한다.
연속 시간에서, 자산 가격 결정의 기본 정리의 한 버전은 다음과 같다.
{\displaystyle S=(S_{t})_{t\geq 0}}를 d차원 준마팅게일 시장(주식 집합), {\displaystyle B}를 무위험 채권, {\displaystyle (\Omega ,{\mathcal {F}},P)}를 기초 확률 공간이라고 하자. 또한, {\displaystyle Q}를 동등 국소 마팅게일 측도라고 부르는데, {\displaystyle Q\approx P}이고 과정 {\displaystyle \left({\frac {S_{t}^{i}}{B_{t}}}\right)_{t}}가 측도 {\displaystyle Q}하에서 국소 마팅게일일 경우이다.
1. 자산 가격 결정의 제1 기본 정리: {\displaystyle S}가 국소적으로 유계라고 가정하자. 그러면 시장 {\displaystyle S}는 동등 국소 마팅게일 측도가 존재할 경우에만 NFLVR을 만족한다.
2. 자산 가격 결정의 제2 기본 정리: 동등 국소 마팅게일 측도 {\displaystyle Q}가 존재한다고 가정하자. 그러면 {\displaystyle S}는 {\displaystyle Q}가 유일한 국소 마팅게일 측도일 경우에만 완전 시장이다.

## 같이 보기
- 차익거래가격결정이론
- 자산 가격 결정
- 금융경제학  § 차익거래-자유 가격 결정 및 균형
- 합리적 가격 결정